# Out of Control (álbum de Girls Aloud)
Out of Control é o quinto e último álbum de estúdio do girl group britânico Girls Aloud. Foi lançado em 3 de novembro de 2008, pela gravadora "Fascination Records" no Reino Unido. O primeiro single retirado do álbum foi "The Promise", lançado em outubro, que chegou ao topo das paradas britânicas, sendo o quarto single do grupo que atingiu o primeiro lugar.

## Informações
As Girls Aloud anunciaram em seu site oficial que iriam começar a trabalhar em seu quinto álbum de estúdio em maio de 2008, durante a "Tangled Up Tour". Sarah Harding disse em uma entrevista à MTV que elas haviam "trabalhado no álbum o verão inteiro".
O site do grupo ainda descreveu o Out of Control como "o álbum mais empolgante e emocionante do grupo", e Kimberley Walsh revelou que o álbum "tem uma sonoridade retrô, mas isso não foi planejado, simplesmente aconteceu'". Nicola Roberts disse que o álbum possui o eletro pop dos anos 80. Sarah também disse: "estou otimista por tentarmos fazer algo diferente e avançado. Eu acho que nada que fizemos até agora tenha soado parecido". Nadine Coyle disse que "o objetivo desde o início era fazer canções que não soassem como qualquer outra coisa já feita lá fora". Kimberley acrescentou dizendo: "nós sempre queremos impressionar os fãs com o que fazemos".
De acordo com Kimberley, o título do álbum veio quando a gravadora do grupo disse a elas: "Não sabemos o que dizer, vocês estão totalmente fora de controle (out of control). Não podemos dizer mais nada." O nome também está presente em um verso de uma canção do álbum, "We Wanna Party". A capa do álbum foi revelada no site oficial do grupo em 16 de Outubro de 2008.
Assim como no Tangled Up, as Girls Aloud também co-escreveram algumas canções para o álbum. No Out of Control foram quarto: "Live in the Country", "Love is the Key", "Miss You Bow Wow" e "Revolution in the Head".

## Lançamento e recepção
| Críticas profissionais | Críticas profissionais |
| Avaliações da crítica  | Avaliações da crítica  |
| Fonte                  | Avaliação              |
| ---------------------- | ---------------------- |
| BBC Music              | (positiva)             |
| Digital Spy            | [ 9 ]                  |
| The Guardian           | [ 10 ]                 |
| The Independent        | (positiva)             |
| Metro                  | [ 12 ]                 |
| MSN                    | (positiva)             |
| NME                    | [ 14 ]                 |
| The Sun                | [ 15 ]                 |
| The Sunday Times       | [ 16 ]                 |
| The Times              | [ 17 ]                 |

Out of Control foi inicialmente anunciado para ser lançado em 10 de novembro de 2008, mas o lançamento foi adiantado em uma semana, sendo lançado em 3 de novembro. Na Irlanda, o álbum foi lançado na sexta-feira anterior, 31 de outubro. O álbum também foi lançado em versão de disco duplo, com um disco bônus contendo versões demos não lançadas e entrevistas, e um encarte de 24 páginas com fotos e todas as letras das músicas do álbum. Além do álbum, uma edição extra e limitada foi lançada. Intitulado de Girls A Live, o disco bônus está disponível para compra apenas através da Woolworths. Ele apresenta oito performances ao vivo de Girls Aloud em suas turnês.
O jornal "The Sun" descreveu o álbum como "uma mistura de baladas e batidas incansáveis, com aqueles hits que já estamos habituados". Descreveu a canção "Love is Pain" como "uma música sincera", que termina com "um solo emotivo" de Cheryl. Sua sonoridade foi descrita pelo "Popjustice" como "semelhante às músicas eletrônias do início dos anos 90". A canção "The Loving Kind" contou com a colaboração dos Pet Shop Boys. Neil Tennant disse que co-escreveu a canção enquanto trabalhava com Xenomania (produtor das Girls Aloud), e descreveram-a como "linda, e ainda assim dançante".
O "Popjustice" disse que "as letras têm a tristeza e a melancolia de uma grande balada romântica, mas a produção leva a canção direto para a pista de dança e lhe dá uma inegável sensação de otimismo". "Untouchable" é uma canção de seis minutos e meio que foi chamada de "rápida, eletrônica e fantástica" com um refrão empolgante. "Rolling Back the Rivers in Time" possui os arranjos da guitarra feitos pelo membro dos The Smiths, Johnny Marr. "Live in the Country" foi definida como uma canção drum and bass "sobre a vida no campo - com sons de animais como efeitos sonoros", e "praticamente uma sequência de 'Swinging London Town'" (canção do álbum do grupo de 2005, Chemistry) "Revolution in the Head" traz o primeiro rap de Nadine em uma canção. A faixa bônus do álbum, "We Wanna Party", é uma regravação de uma canção da cantora Lene. Lene, anteriormente, havia co-escrito as canções "No Good Advice" e "You Freak Me Out" (ambas do ábum Sound of the Underground, de 2003) que as Girls Aloud gravaram, e também possui sua própria versão da canção "Here We Go" (presente no álbum do grupo de 2004, What Will the Neighbours Say?).
Em outras descrições do álbum, ele foi denominado como "o álbum mais melancólico do grupo até hoje". Segundo o "The Times", Xenomania e as Girls Aloud "continuam sendo tão inventivos como nunca", A resenha do "Digital Spy" disse que o álbum é "na maioria uma absoluta delícia. A música aqui é inteligente, aventureira, emocionalmente ressonante e, por vezes, muito, muito atraente." A revista "NME" classificou o álbum como "mais consistente do que qualquer álbum indie britânico lançado este ano."
O "musicOMH.com" considerou que "Out of Control não te levas às alturas como Chemistry ou Tangled Up". Em uma análise mais apática do "MSN" disse que o álbum "não foi perfeito por diversos motivos [...] mas existem músicas típicas das Girls Aloud o suficiente para manter a sua base de fãs felizes, enquanto que a peculiaridade de algumas canções podem dar-lhes uma nova audiência." O "The Guardian" criticou o álbum, dizendo que "os seus singles são de tal brilhantismo que não há necessidade de complementá-los com 11 faixas adicionais tão normais."

## Faixas e formatos
1. "The Promise" (M. Cooper, B. Higgins, J. Resch, K. Jones, C. Williams) - 4:03
2. "The Loving Kind" (M. Cooper, B. Higgins, T. Powell, N. Tennant, C. Lowe) - 3:54
3. "Rolling Back the Rivers in Time" (M. Cooper, B. Higgins, C. Williams, T. Powell, N. Coler) - 4:26
4. "Love Is the Key" (Girls Aloud, M. Cooper, B. Higgins, T. Powell, N. Coler) - 4:17
5. "Turn to Stone" (M. Cooper, B. Higgins, T. Powell, M. Gray, S. McIennan, S. Collison) - 4:25
6. "Untouchable" (M. Cooper, B. Higgins, T. Powell, M. Gray) - 6:41
7. "Fix Me Up" (M. Cooper, B. Higgins, J. Resch, K. Jones, C. Williams, T. Powell, N. Coler) - 4:26
8. "Love Is Pain" (M. Cooper, B. Higgins, C. Williams, N. Coler) - 3:31
9. "Miss You Bow Wow" (Girls Aloud, M. Cooper, B. Higgins, T. Powell, N. Coler, L. Cowling, O. Parker, T. Scott, M. Boyle) - 4:11
10. "Revolution in the Head" (Girls Aloud, M. Cooper, B. Higgins, C. Williams, T. Powell, N. Coler, O. Parker) - 4:04
11. "Live in the Country" (Girls Aloud, M. Cooper, B. Higgins, T. Powell, M. Gray, N. Scarlett) - 4:27
12. "We Wanna Party" (M. Cooper, B. Higgins, L. Cowling, Xenomania) - 3:54 (Faixa bônus britânica)

Edição CD bônus
Foi lançado em 3 de novembro de 2008. Esta edição vem com o repertório da edição britânica mais o disco bônus contendo o documentário sobre a gravação do álbum.
1. Cheryl, Kimberly, Nadine, Nicola & Sarah Discuss the Recording of Out of Control — 29:14

### Girls A Live
Semelhante ao álbum Mixed Up, esta é uma edição extra e limitada do álbum ao vivo, intitulada Girls A Live. Ela apresenta uma série de áudios das performances ao vivo do grupo em suas turnês.
1. "Something Kinda Ooooh" (Live at the Local in Birmingham, 2007) (M. Cooper, B. Higgins, T. Powell, N. Coler, J. Lei, G. Sommerville) - 3:42
2. "Waiting" (Live at Wembley, Chemistry Tour, 2006) (M. Cooper, B. Higgins, T. "Rolf" Larcombe, L. Cowling, S. Lee, P. Woods) - 4:27
3. "Call the Shots" (Live at The O2, Tangled Up Tour, 2008) (M. Cooper, B. Higgins, T. Powell, G. Sommerville, L. Cowling) - 4:03
4. "Deadlines & Diets" (Live at the Hammersmith Apollo, What Will The Neighbours Say? Live, 2005) (M. Cooper, B. Higgins, M. Gray) - 4:42
5. "Close to Love" (Live at The O2, Tangled Up Tour, 2008) (M. Cooper, B. Higgins, T. Powell, N. Coler, J. Lei, L. Cowling) - 4:16
6. "Love Machine" (Live at the Local in Birmingham, 2007) (M. Cooper, B. Higgins, T. Powell, N. Coler, L. Cowling, M. Boyle, S. Lee) - 3:36
7. "Biology" (Live at Wembley, Chemistry Tour, 2006) (M. Cooper, B. Higgins, L. Cowling, T. Powell, G. Sommerville) - 4:24
8. "Graffiti My Soul" (Live at the Hammersmith Apollo, What Will The Neighbours Say? Live, 2005) (M. Cooper, B. Higgins, T. Powell) - 5:05

## Singles
The Promise
O primeiro single do álbum foi "The Promise", uma canção com uma notável influência dos anos 60, lançado duas semanas antes de Out of Control, em 20 de outubro de 2008.
"The Promise" estreou na UK Singles Chart em 26 de outubro de 2008 em primeiro lugar, conseguindo bater o hit da cantora Pink, "So What". Só na primeira semana, o single vendeu impressionantes 77.110 cópias, tornando-se o single mais vendido em sua semana de estréia em 2008, até então. Na Irlanda, a canção estreou em quarto lugar, sua primeira vez no top 4 desde "I'll Stand by You".
O videoclipe da canção acontece em um drive-in dos anos 50, onde as garotas, de seus carros, assistem a si mesmas no telão. Na tela é reproduzido em preto e branco uma apresentação de "The Promise", onde as Girls Aloud aparecem com vestidos repletos de grandes lantejoulas. Elas cantam com uma banda atrás, imitando grupos como The Supremes.
The Loving Kind
"The Loving Kind" é o segundo single do álbum, lançado em 12 de janeiro de 2009 e foi o 20º single da banda a alcançar o Top 10 da UK Singles Chart.
Mesmo assim, foi o single que teve a posição mais fraca nos charts, já que só alcançou a posição #10, perdendo até para See the Day(#9).
Untouchable
"Untouchable" é o terceiro single do álbum a ser lançado ainda em 27 de abril de 2009. O clipe foi visto no dia 25 de março no 4music às 7:00 horas, um mês antes da música ser lançada nas rádios.
A música ficou na posição #11, na UK Singles Chart, sendo a única canção do grupo a perder o "Top 10" na UK Singles Chart.

## Desempenho nas paradas e certificações
Out of Control estreou na parada de álbuns da Irlanda em sétimo lugar, a melhor estréia da semana, e a segunda melhor posição de um álbum do grupo no país. No Reino Unido, o álbum estreou em primeiro lugar na UK Albums Chart, o primeiro álbum de estúdio do grupo a alcançar o topo da parada. A edição extra Girls A Live estreou no Top 40 em 29º lugar.
Posição nas paradas
| Parada de álbuns (2008) | Posição | Certificação       |
| ----------------------- | ------- | ------------------ |
| Albums Chart            | 1       | 796,000 2× Platina |
| Irish Albums Chart      | 7       | 2× Platina         |
| United World Chart      | 10      |                    |

Precessão e sucessão